# Ivica Momčilović
Ivica Momčilović (en serbe : Ивица Момчиловић) est un footballeur yougoslave né le 4 octobre 1967 à Bojnik. Il évoluait au poste de milieu de terrain.

## Biographie
Ivica Momčilović débute au Napredak Kruševac en 1988,,.
Il rejoint l'Étoile rouge de Belgrade en 1990,.
Lors de la campagne de Coupe des clubs champions victorieuse de l'Étoile rouge en 1990-1991, il dispute un unique match contre les Rangers FC en huitième de finale,.
En 1991, Momčilović est transféré au FK Rad, qu'il représente une unique saison,.
Il revient alors en 1992 à l'Étoile rouge de Belgrade,.
Après une saison avec Belgrade, il part en 1993 à Chypre représenter l'AEL Limassol,.
En 1995, il revient à Belgrade sous les couleurs du FK Rad,.
Après deux saisons 1997 et 1998 en Suède sous les couleurs du Trelleborgs FF, il raccroche les crampons,.

## Palmarès
Étoile rouge de Belgrade
| - Championnat de Yougoslavie (1923-1991) (1) : - Champion : 1990-91. - Championnat de Yougoslavie (1991-2002) : - Vice-champion : 1992-93. - Coupe de Yougoslavie (1923-1991) : - Finaliste : 1990-91. |  | - Coupe de Yougoslavie (1991-2002) (1) : - Vainqueur : 1992-93. |